# Giuseppe Colucci
Pour les articles homonymes, voir Colucci.
Giuseppe Colucci, né le 24 août 1980 à San Giovanni Rotondo, est un footballeur italien évoluant au poste de milieu de terrain.

## Biographie
Giuseppe Colucci joue deux matchs en Ligue des champions avec le club des Girondins de Bordeaux.
Il dispute un total de 267 matchs en Serie A, marquant 18 buts dans ce championnat.

## Clubs

### Joueur
- 1997-1999 :  US Foggia
- 1999-2000 :  AS Rome
- → 2000 :  Girondins de Bordeaux (prêt)
- 2000-2006 :  Hellas Vérone
- → 2002-2003 :  Modena FC (prêt)
- → 2003-2004 :  Brescia Calcio (prêt)
- → 2004-2005 :  Reggina Calcio (prêt)
- → 2005-2006 :  AS Livourne (prêt)
- 2006-2008 :  Calcio Catane
- 2009 :  Chievo Vérone
- 2009-2012 :  AC Cesena
- 2012-2013 :   Pescara Calcio [1]
- 2013-2014 :  Reggina Calcio

### Dirigeant
- 2015-2017 :  US Foggia (dirigeant)